# 빈스 코라자
빈스 코라자(Vince Corazza, 1972년 12월 6일 ~ )는 캐나다의 배우, 영화배우, 성우, 텔레비전 배우이다.
뉴마켓 (온타리오 주)에서 태어났다.

## 영화
- 락 앤 롤: 더 무비 (2014년) - 빌 역
- CSI 라스베가스 시즌12 (2011년) - 스탠리 역
- 아이 다운로디드 어 고스트 (2004년)
- 솔저스 걸 (2003년)
- 치타 걸스 (2003년)
- 네 이웃의 아내를 탐하지 말라 2 (2001년)
- 데인저 씨 (2001년)
- 보스 (1999년)
- 체이싱 시크릿 (1999년)
- 유니버셜 솔저 3 (1998년)
- 사탄의 인형 4 - 처키의 신부 (1998년)
- 페타 윌슨의 니키타 (1997년)